# ويليام ر. كيث
ويليام ر. كيث (بالإنجليزية: William R. Keith)‏ هو سياسي أمريكي، ولد في 24 أكتوبر 1929، وتوفي في 30 يناير 2009. انتخب عضو مجلس نواب ميشيغان ‏.